# Свержов
Свержов (словац. Sveržov) — село и одноимённая община в районе Бардеёв Прешовского края Словакии. В письменных источниках начинает упоминаться с 1355 года.

## География
Село расположено в северной части края, к северу от реки Топли, при автодороге 3485. Абсолютная высота — 346 метров над уровнем моря. Площадь муниципалитета составляет 5,7 км².

## Население
| Год:                | 1994 | 2004     | 2014     | 2024     |
| ------------------- | ---- | -------- | -------- | -------- |
| Количество человек: | 444  | 511      | 580      | 677      |
| Разница:            |      | +15,09 % | +13,50 % | +16,72 % |

По данным последней официальной переписи 2011 года, численность населения Свержова составляла 581 человек.